# Lijst van voetbalinterlands Bosnië en Herzegovina - Polen (vrouwen)
Deze lijst van voetbalinterlands is een overzicht van alle officiële voetbalinterlands tussen de nationale vrouwenteams van Bosnië en Herzegovina en Polen. De landen hebben tot nu toe negen keer tegen elkaar gespeeld.

## Wedstrijden
| № | Plaats    | Datum             | Competitie                       | Wedstrijd                     | Uitslag |
| - | --------- | ----------------- | -------------------------------- | ----------------------------- | ------- |
| 1 | Sarajevo  | 29 oktober 2009   | WK 2011 kwalificatie             | Bosnië en Herzegovina − Polen | 0 − 4   |
| 2 | Racibórz  | 24 juni 2010      | WK 2011 kwalificatie             | Polen − Bosnië en Herzegovina | 1 − 0   |
| 3 | Sosnowiec | 26 oktober 2011   | EK 2013 kwalificatie             | Polen − Bosnië en Herzegovina | 4 − 0   |
| 4 | Sarajevo  | 16 juni 2012      | EK 2013 kwalificatie             | Bosnië en Herzegovina − Polen | 0 − 2   |
| 5 | Zenica    | 18 juni 2014      | WK 2015 kwalificatie             | Bosnië en Herzegovina − Polen | 1 − 1   |
| 6 | Włocławek | 17 september 2014 | WK 2015 kwalificatie             | Polen − Bosnië en Herzegovina | 3 − 1   |
| 7 | Kluczbork | 13 november 2018  | Vriendschappelijk                | Polen − Bosnië en Herzegovina | 4 − 0   |
| 8 | Gdańsk    | 4 april 2025      | UEFA Women's Nations League 2025 | Polen − Bosnië en Herzegovina | 5 − 1   |
| 9 | Zenica    | 8 april 2025      | UEFA Women's Nations League 2025 | Bosnië en Herzegovina − Polen | 1 − 1   |

## Samenvatting
| Competitie                  | Totaal gespeeld | Winst Bosnië en Herzegovina | Gelijk | Winst Polen | Doelsaldo Bosnië en Herzegovina – Polen |
| --------------------------- | --------------- | --------------------------- | ------ | ----------- | --------------------------------------- |
| WK-kwalificatie             | 4               | 0                           | 1      | 3           | 2 − 9                                   |
| EK-kwalificatie             | 2               | 0                           | 0      | 2           | 0 − 6                                   |
| UEFA Women's Nations League | 2               | 0                           | 1      | 1           | 2 − 6                                   |
| Vriendschappelijk           | 1               | 0                           | 0      | 1           | 0 − 4                                   |
| Totaal                      | 9               | 0                           | 2      | 7           | 4 − 25                                  |